# Gogo arcuatus
Gogo arcuatus — вид сомів родини Анхарієвих (Anchariidae). Ендемік Мадагаскару, де зустрічається виключно у басейні річки Сандрананта. Сягає довжини 18,1 см.